# Dariusz Szewczyk
Dariusz Grzegorz Szewczyk – polski urzędnik, konsul generalny w Odessie (2014–2018) oraz Ałmaty (od 2025).

## Życiorys
Dariusz Szewczyk ukończył nauki polityczne w Moskiewskim Państwowym Instytucie Stosunków Międzynarodowych.
W 1995 rozpoczął pracę w Ministerstwie Spraw Zagranicznych (MSZ), specjalizując się w pionie konsularnym. Przebywał między innymi na placówkach w Lyonie (1997–2001 i 2003–2009), Tunisie (jako chargé d'affaires a.i. od marca do maja 2008, w ramach delegacji z Lyonu) oraz Montrealu. W centrali MSZ był m.in. naczelnikiem w Biurze Kadr i Szkoleń oraz w Departamencie Konsularnym. Od 22 września 2014 do lipca 2018 był Konsulem Generalnym RP w Odessie. Następnie pracował w Wydziale Ruchu Osobowego Departamentu Konsularnego MSZ. Od listopada 2020 do sierpnia 2022 kierował Wydziałem Konsularnym Ambasady RP w Belgradzie w stopniu radcy-ministra. Później odpowiadał za sprawy wizowe w Departamencie Konsularnym. W lutym 2025 został konsulem generalnym RP w Ałmaty.
Żonaty z Ewą Szewczyk. Zna biegle języki angielski, francuski i rosyjski oraz komunikatywnie ukraiński i serbski.